# Zdanie hipotetyczne
Zdanie hipotetyczne - termin dawnej logiki tradycyjnej, obejmujący trzy rodzaje zdań:
1. Zdania warunkowe (łac. conditionales) - zdania złożone o postaci okresu warunkowego.
2. Zdania łączne (łac. copulativae) - zdnia złożone połączone spójnikiem "i".
3. Zdania rozłączne (łac. disiunctivae) - zdania złożone połączone spójnikiem "albo", który rozumiano i jako alternatywę, i jako dysjunkcję.